# Invasión mongola del Imperio latino
En el verano de 1242, un ejército mongol invadió el Imperio latino de Constantinopla. El ejército, un destacamento del ejército al mando de Kadan que entonces devastaba Bulgaria, ingresó en el territorio del imperio desde el norte. Fue enfrentrado por el emperador Balduino II, que resultó victorioso en un primer encuentro, pero que posteriormente fue derrotado.Invasión mongola de Europa
Los encuentros probablemente tuvieron lugar en Tracia, pero poco se puede decir de ellos debido a la escasez de fuentes. Las relaciones posteriores entre Balduino y los kanes mongoles han sido tomadas como evidencia de que Balduino fue capturado y forzado a someterse a los mongoles y pagarles tributo. Junto con la gran invasión mongola de Anatolia del año siguiente (1243), la derrota de Balduino frente a los mongoles precipitó un cambio de poder en el mundo egeo.

## Fuentes

El mundo egeo a comienzos del

## Invasión

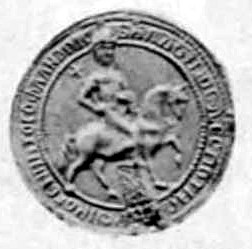
Balduino II mostrado como caballero en su escudo

Balduino II había hecho una alianza con algunos cumanos bajo sus líderes Saronius y Jonas en 1239. Parece probable que estaba dando cobijo a los cumanos que huían de los mongoles. El mismo acto de dar cobijo a los enemigos cumanos de los mongoles fue el pretexto para la primera invasión mongola de Hungría, y probablemente también para la invasión de Bulgaria. Es probable que el ataque del Imperio Latino haya sido por el mismo motivo: castigar a los protectores de los cumanos.
Balduino II estaba en Constantinopla el 12 de febrero de 1242, cuando dirigió una carta al rey Luis IX de Francia. Estaba de nuevo en Constantinopla cuando dirigió una carta a la influyente madre de Luis, Blanca de Castilla, el 5 de agosto de 1243. La invasión mongola debe haber tenido lugar entre estas fechas, ya que alejó a Balduino de la capital. Las fuentes solo indican que las batallas tuvieron lugar en Grecia, un término amplio en las fuentes medievales, que podría significar
todo el territorio reclamado por los imperios latino y bizantino. Definitivamente incluía Tracia, que era parte del Imperio Latino y limitaba con Bulgaria, lo que la convierte en la ubicación probable de las incursiones mongolas.
Según el Chronicon Austriacum, Balduino luchó dos batallas contra la fuerza invasora, que incluía algunos aliados cumanos de los mongoles. El historiador Peter Jackson sugiere que la victoria inicial de Balduino pudo haber ocurrido a expensas de estos cumanos antes de que la fuerza mongola llegara para derrotarlo.
John Giebfried, por otro lado, sugiere que las dos batallas podrían ser, en realidad, dos fases de una sola batalla, lo que convertiría a Balduino II en víctima de una fingida retirada. Argumenta, sin embargo, que Balduino poseía fuerzas suficientemente fuertes para haber derrotado a un ejército mongol. Tenía una alianza propia con un grupo de cumanos y había reclutado a un gran ejército en Europa occidental para su cruzada contra Tzurulon en 1239. Jean Richard sugiere que en 1242 Balduino pudo haber estado defendiendo a sus aliados cumanos cuando sufrieron el ataque de los mongoles. Henry Howorth sugiere que había sido llamado a la defensa del joven gobernante de Bulgaria, Kalimán I, que era su vasallo.
Balduino pudo haber sido capturado después de su derrota y obligado a aceptar la soberanía mongola y hacer pagos anuales de tributos.

## Consecuencias
Hacia 1251 o 1252, Balduino II ciertamente tenía relaciones diplomáticas con el Imperio mongol, dado que había enviado a un embajador, Balduino de Hainaut, hacia la capital imperial mongola de Karakorum. En 1253, también le dio a Guillermo de Rubruck, un misionero franciscano, cartas de recomendación para Sartaq, el hijo de Batú, kan de la Horda de Oro. Batú era el superior de Kadan en 1242 y su ejército también había invadido Bulgaria.
Jean Richard sugiere que la misión de Balduino de Hainaut sería una renovación de la sumisión, ya que había sido elegido un nuevo kan en 1242. Sin embargo, el Imperio latino no figura en la lista de William de Rubruck entre los tributarios del Imperio mongol, y tampoco Balduino II fue excomulgado por aceptar la soberanía mongola como sí lo fue Bohemundo V de Antioquía.
La invasión mongola del Imperio latino tuvo lugar justo un año antes de la aplastante victoria de los mongoles sobre los selyúcidas de Anatolia en la batalla de Köse Dağ (26 de junio de 1243). Aunque Balduino II había negociado una alianza con los selyúcidas en 1241, el emperador bizantino Juan III Vatatzés proporcionó ayuda a sus antiguos enemigos, los selyúcidas, en una coyuntura crítica en 1242 mientras estaban bajo el ataque de los mongoles. Como resultado, la posición de Vatatzes se fortaleció con respecto al estado selyúcida y la posición de Balduino, derrotado por los mongoles, se debilitó.